# Zitsa
Zitsa (Grieks: Ζίτσα) is sedert 2011 een fusiegemeente (dimos) in de Griekse bestuurlijke regio (periferia) Epirus.
De vijf deelgemeenten (dimotiki enotita) zijn:
- Ekali (Εκάλη)
- Evrymenes (Ευρυμενές)
- Molossoi (Μολοσσοί)
- Pasaronas (Πασαρώνας)
- Zitsa (Ζίτσα)